# غالاتين
غالاتين (بالإنجليزية: Gallatin, Tennessee)‏ هي مدينة تقع في مقاطعة سومنر (تينيسي) بولاية تينيسي في وسط شرق الولايات المتحدة. تأسست عام 1802، تبلغ مساحة هذه المدينة 58.2 (كم²)، وترتفع عن سطح البحر 164 م، بلغ عدد سكانها 31101 نسمة في عام 2010 حسب إحصاء مكتب تعداد الولايات المتحدة وتصل الكثافة السكانية فيها 476.4 نسمة/كم2.

## التركيبة السكانية
حدّد مكتب تعداد الولايات المتحدة بيانات التركيبة السكانية لغالاتين في تعداد الولايات المتحدة. في ما يلي، التركيبة السكانية حسب تعدادي 2000 و2010.

### تعداد عام 2000
بلغ عدد سكان غالاتين 23,230 نسمة بحسب تعداد عام 2000، وبلغ عدد الأسر 8,963 أسرة وعدد العائلات 6,197 عائلة مقيمة في المدينة. في حين سجلت الكثافة السكانية 274.7 نسمة لكل كيلومتر مربع (711.5/ميل2). وبلغ عدد الوحدات السكنية 9,600 وحدة بمتوسط كثافة قدره 113.5 لكل كيلومتر مربع (294.0/ميل2).
وتوزع التركيب العرقي للمدينة بنسبة 78.30% من البيض و17.57% من الأمريكيين الأفارقة و0.30% من الأمريكيين الأصليين و0.42% من الأمريكيين ذوي الأصول الآسيوية و0.07% من سكان جزر المحيط الهادئ و2.02% من الأعراق الأخرى و1.32% من عرقين مختلطين أو أكثر و3.45% من الهسبانيون أو اللاتينيون من أي عرق.
بلغ عدد الأسر 8,963 أسرة كانت نسبة 37.1% منها لديها أطفال تحت سن الثامنة عشر تعيش معهم، وبلغت نسبة الأزواج القاطنين مع بعضهم البعض 48% من أصل المجموع الكلي للأسر، ونسبة 16.1% من الأسر كان لديها معيلات من الإناث دون وجود شريك،  بينما كانت نسبة 5% من الأسر لديها معيلون من الذكور دون وجود شريكة وكانت نسبة 30.9% من غير العائلات. تألفت نسبة 26.5% من أصل جميع الأسر من عدة أفراد يعيشون في نفس المنزل ونسبة 11% كانت تتألف من شخص يعيش بمفرده يبلغ من العمر 65 عاماً أو أكثر. وبلغ متوسط حجم الأسرة المعيشية 2.50، أما متوسط حجم العائلات فبلغ 2.99.
بلغ العمر الوسطي للسكان 35.5 عاماً. وكانت نسبة 25.2% من القاطنين تحت سن الثامنة عشر، وكانت نسبة 9.1% بين الثامنة عشر والرابعة والعشرين عاماً، ونسبة 28.7% كانت واقعةً في الفئة العمرية ما بين الخامسة والعشرين والرابعة والأربعين عاماً، ونسبة 21.5% كانت ما بين الخامسة والأربعين والرابعة والستين، ونسبة 11.9% كانت ضمن فئة الخامسة والستين عاماً فما فوق. يوجد لكل 100 أنثى 90.3 ذكر، ويوجد لكل 100 أنثى في الثامنة عشر من عمرها فما فوق 85.8 ذكر.
بلغ متوسط دخل الأسرة في المدينة 34,696 دولارًا، أما متوسط دخل العائلة فبلغ 41,899 دولارًا. وكان متوسط دخل الذكور 30,620 دولارًا مقابل 22,696 دولارًا للإناث. وسجل دخل الفرد الخاص بالمدينة 18,550 دولارًا. وكانت نسبة 10.8% من العائلات ونسبة 14.4% من السكان تحت خط الفقر، وكان من هؤلاء نسبة 20.8% تحت سن الثامنة عشر ونسبة 13.3% في الخامسة والستين من العمر وما فوق.

### تعداد عام 2010
بلغ عدد سكان غالاتين 30,278 نسمة بحسب تعداد عام 2010، وبلغ عدد الأسر 11,871 أسرة وعدد العائلات 7,859 عائلة مقيمة في المدينة. في حين سجلت الكثافة السكانية 358.1 نسمة لكل كيلومتر مربع (927.5/ميل2). وبلغ عدد الوحدات السكنية 13,093 وحدة بمتوسط كثافة قدره 154.8 لكل كيلومتر مربع (400.9/ميل2).
وتوزع التركيب العرقي للمدينة بنسبة 77.66% من البيض و14.67% من الأمريكيين الأفارقة و0.29% من الأمريكيين الأصليين و0.76% من الأمريكيين ذوي الأصول الآسيوية و0.15% من سكان جزر المحيط الهادئ و4.38% من الأعراق الأخرى و2.08% من عرقين مختلطين أو أكثر و8.04% من الهسبانيون أو اللاتينيون من أي عرق.
بلغ عدد الأسر 11,871 أسرة كانت نسبة 33.4% منها لديها أطفال تحت سن الثامنة عشر تعيش معهم، وبلغت نسبة الأزواج القاطنين مع بعضهم البعض 46% من أصل المجموع الكلي للأسر، ونسبة 15.7% من الأسر كان لديها معيلات من الإناث دون وجود شريك،  بينما كانت نسبة 4.5% من الأسر لديها معيلون من الذكور دون وجود شريكة وكانت نسبة 33.8% من غير العائلات. تألفت نسبة 27.9% من أصل جميع الأسر من عدة أفراد يعيشون في نفس المنزل ونسبة 10.7% كانت تتألف من شخص يعيش بمفرده يبلغ من العمر 65 عاماً أو أكثر. وبلغ متوسط حجم الأسرة المعيشية 2.48، أما متوسط حجم العائلات فبلغ 3.01.
بلغ العمر الوسطي للسكان 36.6 عاماً. وكانت نسبة 24.2% من القاطنين تحت سن الثامنة عشر، وكانت نسبة 9% بين الثامنة عشر والرابعة والعشرين عاماً، ونسبة 27.9% كانت واقعةً في الفئة العمرية ما بين الخامسة والعشرين والرابعة والأربعين عاماً، ونسبة 25.3% كانت ما بين الخامسة والأربعين والرابعة والستين، ونسبة 13.6% كانت ضمن فئة الخامسة والستين عاماً فما فوق. وتوزع التركيب الجنسي للسكان بنسبة 48% ذكور و52% إناث.

## أعلام
- بالي بيتن
- جوني مادوكس
- جون هنري بوين
- برينت الكسندر
- داون سيرز
- جوزيف هوبكينز بيتن
- روبرت فرانكلين بانتينغ
- حول حوصر
- بوب تيلمان
- نيرا وايت

## وصلات خارجية
- http://www.gallatin-tn.gov/
- The US50 - Cities and Towns in Tennessee State